# راز نگاه
 راز نگاه نام یک آلبوم موسیقی اثر  غلامحسین بنان، هنرمند ایرانی است که در سبک  سنتی تهیه شده و دارای ۱۰ آهنگ است. 

## فهرست آهنگ‌ها
| ردیف | آهنگ            |
| ۱    | راز نگاه        |
| ۲    | بیا ساقی        |
| ۳    | دیگر چه می‌خواهی |
| ۴    | آرزوی دل        |
| ۵    | یار رمیده       |
| ۶    | به خاطر تو      |
| ۷    | رقص مستانه      |
| ۸    | بلا کش          |
| ۹    | از یاد رفته     |
| ۱۰   | آشنا سوز        |